# Чернышёв, Захар Григорьевич (декабрист)

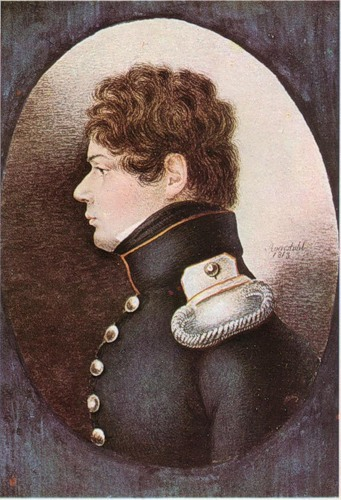
Захар Чернышёв в 22 года

Граф Захар Григорьевич Чернышёв (14 декабря 1796 — 11 мая 1862) — декабрист из рода Чернышёвых, единственный сын обер-шенка Г. И. Чернышёва, внук фельдмаршала И. Г. Чернышёва.

## Жизнь
Во время службы в кавалергардском полку ротмистром завёл дружбу с руководителем тайного общества, А. Н. Муравьёвым и с Н. М. Муравьёвым, который был женат на его сестре Александре. Деятельного участия в подготовке восстания не принимал, в декабре 1825 года отсутствовал в столице (по причине отпуска).
Тем не менее под давлением А. И. Чернышёва, рассчитывавшего присвоить состояние своих дальних родственников графов Чернышёвых, верховный уголовный суд лишил графа Захара титула и приговорил к четырёхлетней каторге за то, что тот «знал об умысле на цареубийство и принадлежал к тайному обществу с знанием целей оного».
После года, проведённого на нерчинских рудниках, Захар Чернышёв оставался до февраля 1829 года на поселении в Якутске в одном доме с А. А. Марлинским. Затем служил рядовым в кавказской армии Паскевича. Раненный в грудь в 1830 году, он был произведён в унтер-офицеры, затем в прапорщики и подпоручики.
Отец декабриста, владелец Чечерска и Яропольца, умер ещё в 1830 году. После нескольких лет спора за майорат графов Чернышёвых всё наследство было в 1832 году передано его зятю И. Г. Кругликову. Последний граф Чернышёв в генеалогических публикациях николаевского времени вообще не упоминался. Во время первого же отпуска из армии он приехал к Кругликовым в Ярополец, где его посватали за племянницу хозяина дома, Теплову. Дети их умерли в младенчестве.
В 1837 году Чернышёв вышел в отставку с правом поселиться в отцовском имении Тагино Орловской губернии. Тут он поступил на службу секретарём, а в 1846 году переведён был в Москву под надзор местной полиции. Вслед за смертью Николая I (1856) наряду с возвращением графского титула получил разрешение проживать в столицах и ездить за границу, после чего уехал жить в Рим для поправления здоровья жены.
Умер от воспаления 11 мая 1862 года. Похоронен на кладбище Тестаччо. По словам его племянницы, последний граф Чернышёв был «человек редкой скромности, мягкий и детски незлобивый, в семье был горячо любим, всегда весел, одинаково со всеми любезен и приветлив».

## Семья
С августа 1834 года был женат на Екатерине Алексеевне Тепловой (1814—22.11.1878), дочери сенатора Алексея Григорьевича Теплова (1757—1826) от брака его с Екатериной Гавриловной Кругликовой (1794—1875). Венчание их состоялось во время первого отпуска Чернышёва. До этого Екатерина Алексеевна не видела жениха ни разу и знала его только по письмам. После свадьбы Чернышёв возвратился к месту службы, лишь лето 1835 года супруги провели вместе в Кисловодске. Вплоть до отставки Чернышёва в 1837 году супруги жили отдельно. Он на Кавказе, она — в Москве. Но и в последующие годы они редко бывали вместе, Екатерина Алексеевна подолгу жила за границей со своей подругой Е. С. Шереметевой. Видевший их в 1849 году сенатор К. Н. Лебедев писал:
Милые, добрые и прекрасные, особенно Чернышёва, они слишком свободны, даже грязноваты со своими папиросами, особенно Шереметева… Но это женщина умная, смелая, образованная, и я не удивляюсь, что она умела сблизиться с Катериной Чернышевой, существом добрым, восприимчивым и глубоко признательным. Главная вина Чернышевой та, что она вышла за ссыльного Захара Чернышева и потому не может иметь места в кругу, в котором бы хотелось… Мне кажется, Чернышева неудачница. Нужно попасть в ложную колею, потом заберешься и затянешься.
С 1856 года супруги Чернышёвы жили вместе в Италии. Екатерина Алексеевна умерла тоже в Риме от паралича сердца в 1878 году и была похоронена рядом с мужем. Единственный сын Григорий (1836—21.05.1838), похоронен в родовой усыпальнице в Новоспасском монастыре в Москве.